# 奧地利的伊麗莎白 (1285年—1352年)
奧地利的伊麗莎白，本名伊麗莎白·馮·哈布斯堡（德語：Elisabeth von Habsburg，約1285年—1352年5月19日），洛林公爵夫人，德意志國王阿爾布雷希特一世的女兒。

## 家庭
1307年，伊麗莎白與洛林公爵費里四世結婚，兩人共有1子1女：
1. 拉烏爾（1320年—1346年）
2. 瑪格麗特（？年—1376年）